# Wozdwiżenskoje (obwód wołogodzki)
Wozdwiżenskoje (ros. Воздвиженское) – wieś w Rosji, w rejonie grazowieckim obwódu wołogodzkiego. W 2002 liczyła 21 mieszkańców, z kolei w 2010 populacja miejscowości wynosiła 14 osób.